# Eustache Cuicci
Eustache Cuicci (ou Ciucci d'après son acte de naissance), né le 20 septembre 1908 à Bône (Algérie française) et mort le 25 avril 1980 à Nantes (Loire-Atlantique), est un homme politique français.

## Biographie
Né en Algérie, il passe son enfance en Corse, à Bastia, où ses parents gèrent un cinéma. Après un apprentissage comme opticien-lunetier, il travaille à Limoges.
Réformé en 1939, il participe ensuite à la Résistance et finit la guerre avec le grade de capitaine des FFI. Son action lui vaut la croix de guerre.
Il s'installe ensuite à Bressuires, comme opticien, et devient président de l'union locale des commerçants. Candidat malheureux aux élections municipales en 1947 et 1953, sur une liste de centre-gauche, il rejoint ensuite l'Union de défense des commerçants et dartisans, dont il est le président départemental.
Tête de la liste poujadiste Union et fraternité française dans les Deux-Sèvres pour les élections législatives de 1956, il obtient 13,5 % des voix et est élu député.
Durant son mandat, ses positions ne se distinguent guère de celle de son groupe politique. Il défend cependant, en 1956, l'idée de donner le statut de territoire métropolitain au Sahara.
Il approuve, comme la plupart des poujadistes, le retour de De Gaulle, mais vote en revanche avec quatre autres contre les pleins-pouvoirs le 2 juin.

## Détail des fonctions et des mandats
Mandat parlementaire
- 2 janvier 1956 - 8 décembre 1958 : Député des Deux-Sèvres